# 11e régiment de ligne (Belgique)
Le 11e régiment de ligne (néerlandais : 11e Linieregiment) était une unité d'infanterie de la force terrestre des forces armées belges. Il faisait partie de la 3e Division d'Armée.
De sa création en 1830 à sa dissolution en 1956, il eut comme ville de garnison, Hasselt mais eut 2 casernes : la Herkenrodekazerne et la caserne des sœurs blanches (néerlandais : Witte-Nonnenkazerne)

## Historique

### Origines
Le régiment est créé dans la foulée de la première tentative d'organisation d'une armée belge après la révolution de 1830 et la déclaration d'indépendance de la Belgique du Royaume uni des Pays-Bas. Il reprend tout particulièrement les éléments « belges » de l'ancienne 11e afdeeling des forces armées du Royaume uni des Pays-Bas, en garnison à Liège et qui avait capitulé face aux insurgés liégeois, notamment après la prise de la caserne de Saint-Laurent fin août, dès le début de l'insurrection de 1830 dans les Pays-Bas méridionaux, du fort de la Chartreuse le 20 septembre, puis la capitulation de la citadelle de Liège le 6 octobre.
Commandé par le colonel Jean Nicolas Marie L'Olivier, le régiment s'engage alors dans ses premiers combats de la guerre belgo-néerlandaise dès le 8 novembre près du bois de Tegelen, sur la route vers Venlo (dans l'actuel Limbourg néerlandais), et contribue ainsi à la chute du fort Saint-Michel, qui resta aux mains des belges jusqu’à la scission du Limbourg en 1839. Trois cents soldats se sont rendus et 115 canons y sont récupérés. Intégré à l'armée de la Meuse, sous les ordres du général Nicolas Joseph Daine, le régiment poursuit sa route vers Maastricht où il participe au blocus de la ville (nl).

### Période post révolutionnaire
Entre 1874 et 1875, une nouvelle caserne fut bâtie pour le 11e de Ligne autour l'ancienne place d'armes (néerlandais : Wapenplaats). Cette place fut rebaptisée en 1919 Place des Martyrs (néerlandais : Martelaarsplein) en souvenir des 20 victimes fusillées dans cette caserne durant la Première guerre mondiale. En 1922, la place changea encore de nom et devint la place Colonel Dusart (néerlandais : Kolonel Dusartplein). La caserne fut également renommée en Caserne Charles Dusart du nom du commandant du régiment en 1913 qui fut le premier officier supérieur de l'armée belge à être tué lors de la Première Guerre mondiale durant une confrontation avec les grenadiers allemands au Rhées près de Herstal.
Lors de la Première Guerre mondiale, il est chargé de la défense des intervalles des forts de Liège.
Le régiment fut dissous le 31 janvier 1956.

## Étendard
Un premier étendard fut remis par le roi Léopold Ier le 22 décembre 1831 à Louvain. Un second fut offert vers 1885 par le roi Léopold II et le dernier en juillet 1905 lors de la Joyeuse Entrée de Léopold II à Hasselt. Il est depuis septembre 2006 en possession du commandement militaire de la Province de Limbourg.
Il porte les inscriptions suivantes :
- Liège
- Dixmude
- Yser
- Merckem
- Stadenberg
- La Lys
- Anvers
- Campagne 1914-1918[2]

Il porte également le ruban de l'Ordre de Léopold

## Sources
- (nl) Cet article est partiellement ou en totalité issu de l’article de Wikipédia en néerlandais intitulé « 11e Linieregiment » (voir la liste des auteurs).